# Município de Liberty (condado de Logan, Ohio)
O município de Liberty (em inglês: Liberty Township) é um município localizado no condado de Logan no estado estadounidense de Ohio. No ano de 2010 tinha uma população de 3.434 habitantes e uma densidade populacional de 86,83 pessoas por km².

## Geografia
O município de Liberty encontra-se localizado nas coordenadas 40° 17′ 22″ N, 83° 45′ 57″ O. Segundo o Departamento do Censo dos Estados Unidos, o município tem uma superfície total de 39.55 km², da qual 39.51 km² correspondem a terra firme e (0.09%) 0.04 km² é água.

## Demografia
Segundo o censo de 2010, tinha 3.434 habitantes residindo no município de Liberty. A densidade populacional era de 86,83 hab./km². Dos 3.434 habitantes, o município de Liberty estava composto pelo 95.49% brancos, o 1.63% eram afroamericanos, o 0.23% eram amerindios, o 0.73% eram asiáticos, o 0.03% eram insulares do Pacífico, o 0.12% eram de outras raças e o 1.78% pertenciam a dois ou mais raças. Do total da população o 0.76% eram hispanos ou latinos de qualquer raça.